# دابلیو.ئی.
دابلیو. ئی. (انگلیسی: W.E.) فیلمی بریتانیایی در سبک درام، رمانتیک و تاریخی به کارگردانی مدونا است که در سال ۲۰۱۱ منتشر شد. این فیلم داستان عشق بین ادوارد هشتم و والیس سیمپسون را به تصویر می کشد.
این اثر روایتی جذاب از عشق دارد. 

## داستان
والیس «والی» وینتروپ، زن جوانی اهل آمریکا، در سال ۱۹۹۸ در نیویورک زندگی می‌کند. همسرش ویلیام، روانپزشکی معتاد به کار است که نسبت به او بی‌توجه، سوءاستفاده‌گر و از نظر جنسی ناکامش می‌گذارد. با این حال، والی آرامش خود را در داستان عاشقانه ادوارد هشتم و والیس سیمپسون می‌یابد. او به حراجی خانه ویندسور در ساتبیز می‌رود که اشیایی از زندگی والیس و ادوارد را به نمایش گذاشته و رابطه‌شان را زنده می‌کند.
در سال ۱۹۳۰، ادوارد در خانه تازه‌اش در قلعه بلودیر در پارک بزرگ ویندسور جشنی برگزار می‌کند و از طریق لیدی فرنس (معشوقه‌اش) با والیس آشنا می‌شود. هرچند والیس ازدواج کرده با ارنست سیمپسون است، آن‌ها به هم جذب می‌شوند و در غیاب لیدی فرنس، عاشق یکدیگر می‌شوند. در حراج ساتبیز، والی توسط نگهبانی به نام اوگنی که به او علاقه‌مند است، مزاحمت پیدا می‌کند.
ادوارد و والیس رابطه‌شان را ادامه می‌دهند و در سفرهای اروپایی، ادوارد به او جواهر می‌دهد و از حروف ابتدایی نامشان W.E استفاده می‌کند. تا پایان سال ۱۹۳۴، ادوارد کاملاً به والیس وابسته شده است. او والیس را به والدینش، شاه جورج پنجم و ملکه مری معرفی می‌کند، اما خواهرزن ادوارد، الیزابت، او را تحقیر می‌کند. والیس که در عذاب است، می‌خواهد رابطه را قطع کند، اما ادوارد او را آرام می‌کند.
در نیویورک، ویلیام از بچه‌دار شدن با والی امتناع می‌کند و والی برای بچه‌دار شدن به لقاح مصنوعی روی می‌آورد. جذب اوگنی شده، با او ملاقات می‌کند و از او درباره رابطه ادوارد و والیس می‌پرسد و در عین حال درباره رابطه خودش با ویلیام تأمل می‌کند. بعد از حراجی ساتبیز و خرج ده هزار دلار، والی به خانه برمی‌گردد و با ویلیام که مست است، دعوا می‌کند.
دولت ملی ازدواج ادوارد با والیس را به دلیل طلاق‌گرفتن او نمی‌پذیرد. در شب یازدهم دسامبر ۱۹۳۶، ادوارد از طریق رادیو اعلام می‌کند که تاج‌وتخت را به نفع برادرش برتی رها می‌کند: «نتوانستم بار سنگین مسئولیت را بدون کمک و حمایت زنی که دوست دارم بر دوش بکشم.» والیس که به ویلای لو ویه در نزدیکی کن گریخته، این سخنرانی را می‌شنود و با ادوارد آشتی می‌کند.
اوگنی به شدت تلاش می‌کند با والی تماس بگیرد. وقتی به آپارتمان او می‌رسد، می‌بیند که ویلیام به او آسیب زده و والی را به خانه‌اش در بروکلین می‌برد. در دوران بهبودی، والی امید تازه‌ای با اوگنی پیدا می‌کند و جرات طلاق گرفتن از ویلیام را به دست می‌آورد.
والی با خواندن نامه‌هایی از مجموعه میلیاردر محمد الفاید درمی‌یابد که والیس برای تمام عمر در رابطه‌اش با ادوارد گرفتار بوده است. در گفت‌وگوی خیالی با والیس، درباره شباهت زندگی‌شان بحث می‌کنند؛ در نهایت تنها والی به خوشبختی می‌رسد. او با کنار گذاشتن شیفتگی‌اش نسبت به داستان ادوارد و والیس، از پزشکش خبر بارداری‌اش را می‌شنود و آینده‌ای روشن پیش رو دارد.

## بازیگران
- ابی کورنیش
- جیمز دارسی
- آندره‌آ ریسبرو
- اسکار آیزاک
- ریچارد کویل
- ناتالی دورمر
- جیمز فاکس
- آنابل والیس
- جودی پارفیت
- لاورنس فاکس
- آنا اسکلرن